# Amores perros
Amores perros – film dramatyczny w reżyserii Alejandro Gonzáleza Iñárritu z 2000 roku. W niektórych krajach rozpowszechniany pod tytułem Love's a Bitch.

## Obsada
- Emilio Echevarría jako El Chivo
- Goya Toledo jako Valeria
- Álvaro Guerrero jako Daniel
- Vanessa Bauche jako Susana
- Jorge Salinas jako Luis
- Marco Pérez jako Ramiro
- Rodrigo Murray jako Gustavo
- Humberto Busto jako Jorge
- Gerardo Campbell jako Mauricio
- Gael García Bernal jako Octavio
- Rodrigo Ostap jako El Jaibo

## Nagrody
- Rodrigo Prieto Camerimage
- Alejandro González Iñárritu BAFTA najlepszy film obcojęzyczny
- Alejandro González Iñárritu nagroda krytyki filmowej São Paulo – MFF
- Alejandro González Iñárritu Grand Prix najlepszy reżyser MFF-Tokio
- Alejandro González Iñárritu Nagroda Jury Młodzieżowego najlepszy film Cannes
- Alejandro González Iñárritu Nagroda dziennikarzy Cannes
- Alejandro González Iñárritu Nagroda Publiczności nagroda na festiwalu w Chicago
- Alejandro González Iñárritu nagroda na festiwalu w Chicago
- Gael García Bernal Nagroda Główna Srebrny Hugo – Chicago MFF najlepszy aktor
- Gael García Bernal Srebrny Hugo – Chicago MFF najlepszy aktor
- (nominacja) Oscar za najlepszy film nieangielskojęzyczny
- (nominacja) Złoty Glob najlepszy film obcojęzyczny
- (nominacja) najlepszy film nieangielskojęzyczny BIFA